# 硬叶水毛茛
硬叶水毛茛（学名：Batrachium foeniculaceum，原称）为毛茛科水毛茛属下的一个种。广泛分布于亚洲北部及欧洲，在中国分布于黑龙江、内蒙古、新疆、青海北部等地。其种加词来自、，意为干草、茴香。

## 扩展阅读
- 維基物種上的相關：硬叶水毛茛